# محمد المعشري
محمد بن سالم المعشري (4 ديسمبر 1990) ، المعروف باسم محمد المعشري، هو لاعب كرة قدم عماني يلعب في نادي فنجاء.

## روابط خارجية
- محمد المعشري على موقع الاتحاد الدولي (مؤرشف)  (الإنجليزية)
- محمد المعشري على موقع قاعدة بيانات كرة القدم.إي يو (الإنجليزية)
- محمد المعشري على موقع ناشيونال فوتبول تيمز (الإنجليزية)
- محمد المعشري على موقع Soccerway.com (الإنجليزية)
- محمد المعشري على موقع كووورة